# Olpium tenue
Espèce
Olpium tenue est une espèce de pseudoscorpions de la famille des Olpiidae.

## Distribution
Cette espèce se rencontre au Soudan et au Tchad.

## Publication originale
- Chamberlin, « A synoptic classification of the false scorpions or chela-spinners, with a report on a cosmopolitan collection of the same. Part II. The Diplosphyronida (Arachnida-Chelonethida) », Annals and Magazine of Natural History,,  10, vol. 5,‎ 1930,  1-48 & 585-620.